# Cristallo

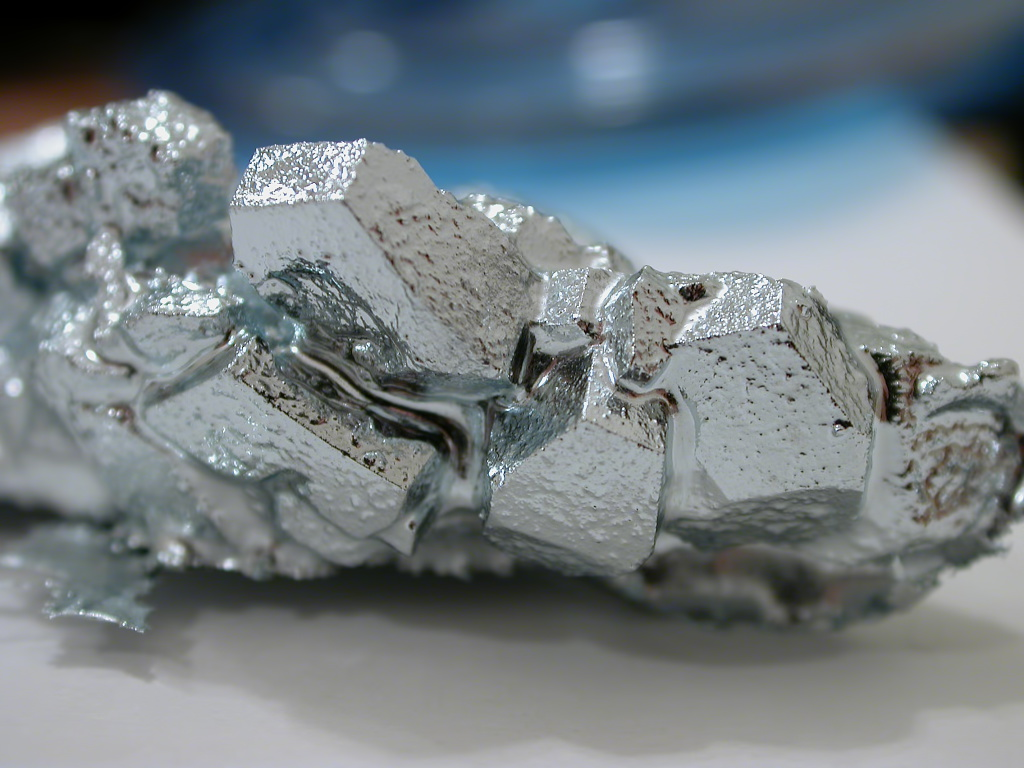
Cristalli di gallio

In mineralogia e cristallografia, un cristallo (dal greco κρύσταλλος, krýstallos, ghiaccio) è una struttura solida costituita da atomi, molecole o ioni aventi una disposizione geometricamente regolare, che si ripete indefinitamente nelle tre dimensioni spaziali; è ottenuta dalla convoluzione tra un reticolo cristallino o reticolo di Bravais (formato da punti geometrici ordinatamente disposti nello spazio) ed una base (insieme di uno o più atomi).
La maggior parte dei minerali sono policristallini, cioè sono composti da molti cristalli (cristalliti), anche se ciò non è di solito visibile a occhio nudo, perché i singoli cristalli sono di dimensioni microscopiche. I solidi costituiti da un singolo cristallo (detti monocristalli) sono invece molto rari. I solidi non cristallini (come il vetro) sono detti amorfi.
Il cristallo è una formazione solida che ha una disposizione periodica e ordinata di atomi ottenuti dalla convoluzione tra una base (uno o più atomi) ed i punti del reticolo cristallino; la presenza di tale organizzazione atomica può conferire al cristallo una forma geometrica definita. I cristalli si formano per solidificazione graduale di un liquido o per brinamento di un gas. Tale cristallizzazione può avvenire spontaneamente in natura o essere riprodotta artificialmente.
Il tipo di struttura assunta dal cristallo gioca un ruolo determinante in molte delle sue proprietà, quali la sfaldatura. A seconda delle simmetrie della loro struttura, molte proprietà, come quelle elettriche, quelle ottiche e quelle meccaniche (ad esempio i moduli di Young e di Poisson), possono essere anisotrope, cioè dipendenti dal loro orientamento nello spazio. Solo alcuni cristalli sono invece isotropi.
La formazione e le caratteristiche di un cristallo dipendono dalla velocità e dalle condizioni della solidificazione (detta anche "cristallizzazione"). Ad esempio, i liquidi che formano il granito vengono eruttati in superficie come lava vulcanica e si raffreddano in maniera relativamente lenta. Se il raffreddamento è più rapido si forma una roccia afanitica, con cristalli non visibili ad occhio nudo; un raffreddamento ancora più lento porta alla formazione di cristalli di grosse dimensioni.
La cristallografia è la disciplina che si occupa dello studio e della descrizione della struttura cristallina.

## Struttura microscopica
Dal punto di vista microscopico, i cristalli sono formati da una "base", cioè un insieme di una o più entità molecolari (atomi, molecole o ioni) disposti in maniera ordinata all'interno di un reticolo. Il cristallo è dunque costituito da un insieme di celle uguali che si ripetono in maniera ordinata nello spazio, in modo tale che le facce di ciascuna cella corrispondano alle facce delle celle contigue. La particolare cella che caratterizza la struttura cristallina è detta "cella unitaria".

## Formazione, crescita e morfologia dei cristalli
La formazione e successiva crescita dei cristalli avviene attraverso un passaggio di stato, che può essere:
- da liquido a solido; ciò può avvenire per cristallizzazione da fuso o cristallizzazione da soluzione;
- da aeriforme a solido, attraverso il processo di brinamento;
- da una fase solida ad un'altra fase solida; in questo caso si parla di "ricristallizzazione".

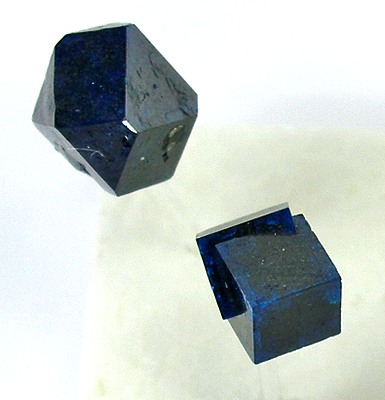
Due differenti abiti cristallini dello stesso minerale (boleite)

La crescita di un cristallo avviene rispettando la morfologia del cristallo, cioè durante la sua crescita il cristallo mantiene una forma che rispecchia le posizioni dei piani del reticolo cristallino. In altre parole, l'orientamento delle facce di un cristallo corrisponde all'orientamento dei piani del reticolo cristallino di cui è costituito, per cui spesso dall'analisi macroscopica della forma del cristallo è possibile risalire alla sua struttura microscopica. Bisogna comunque tenere presente che cristalli aventi la stessa struttura microscopica possono avere una morfologia differente, in quanto la velocità di accrescimento di ciascuna faccia può essere differente. Per tale motivo, la forma del cristallo può essere più o meno appiattita. Tali differenti forme macroscopiche nelle quali si può presentare un cristallo avente la stessa struttura microscopica sono dette "abiti cristallini".

## Origine dei cristalli naturali
Le rocce formate dai minerali cristallini possono essere di diverso tipo:
- magmatiche (o ignee).
- sedimentarie.
- metamorfiche.

Le rocce magmatiche derivano dalla solidificazione dei magmi dei vulcani; le rocce sedimentarie provengono dell'accumulo di sedimenti di varia origine, derivanti in gran parte dalla degradazione ed erosione di rocce preesistenti; le rocce metamorfiche provengono dalla trasformazione degli altri tipi di rocce.

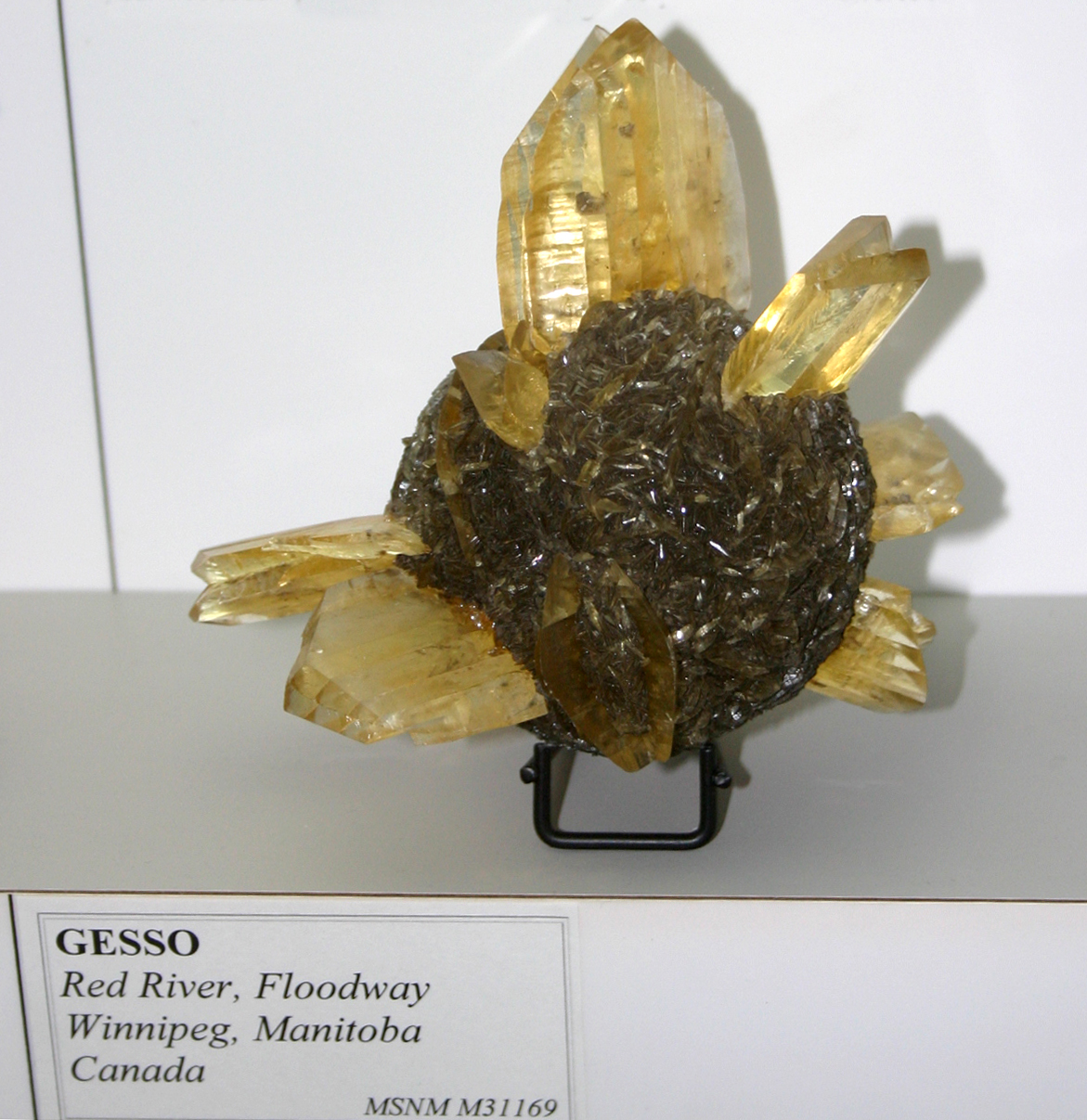
Cristalli spatici (non metallici) di gesso

## Dimensione dei cristalli
A seconda della dimensione dei cristalli, i minerali (o aggregati di minerali) policristallini si possono distinguere in:
- macrocristallini: quando i singoli cristalli possono essere osservati a occhio nudo;
- microcristallini: quando i singoli cristalli sono di dimensioni così ridotte da potere essere osservati solo al microscopio;[6]
- criptocristallini: quando i singoli cristalli sono di dimensioni così ridotte da non potere essere osservati nemmeno al microscopio.[7]

## Classificazione sistematica
La classificazione sistematica dei cristalli si basa sul riconoscimento degli elementi geometrici di simmetria della struttura cristallina; tali elementi di simmetria sono:
- gli assi di simmetria.
- i piani di simmetria.
- i centri di simmetria.

Nei cristalli gli elementi di simmetria regolano la disposizione degli elementi (facce, spigoli e vertici) dello stesso cristallo, in modo tale che da questi stessi elementi possiamo dedurre gli elementi di simmetria posseduti dal cristallo. Gli elementi di simmetria che da soli, o combinati fra loro, possono apparire in un cristallo, sono sei: 
- quattro assi di simmetria: binario (A2), ternario (A3), quaternario (A4) e senario (A6);
- un piano di simmetria (P);
- un centro di simmetria (C).

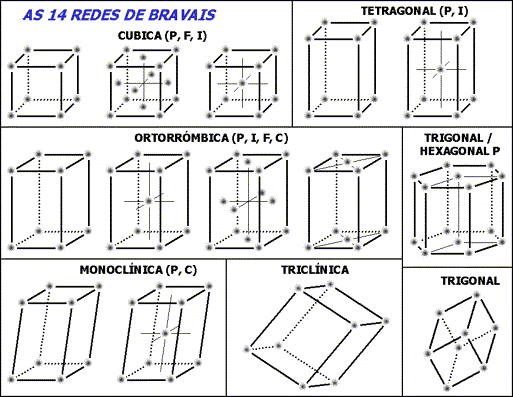
I sette sistemi cristallini, a loro volta suddivisi in 14 reticoli di Bravais

L'associazione degli elementi di simmetria cristallina fra loro dà origine a trentadue "classi cristalline" (corrispondenti a gruppi puntuali) che, riunendo le classi con assi di simmetria dello stesso ordine, formano sette sistemi cristallini:
1. cubico.
2. romboedrico (o trigonale).
3. tetragonale.
4. esagonale.
5. monoclino.
6. ortorombico.
7. triclino.

I sette sistemi cristallini sono a loro volta raggruppati in 3 gruppi cristallini: monometrico, dimetrico e trimetrico.